# Bitrix24
Bitrix24 ist ein russischer Online-Arbeitsplatz zur Unternehmensverwaltung und Prozessautomatisierung mit europäischem Sitz auf Zypern und amerikanischem Sitz im US-Bundesstaat Virginia. Entwickler und Service-Provider in Europa ist Alaio Cloud Limited und in den Vereinigten Staaten das Unternehmen Alaio Inc.

## Aufbau
„Bitrix24“ wurde auf der Basis von PHP entwickelt.
Bitrix24 ist eine Plattform für die Zusammenarbeit, die Werkzeuge und Dienste für die Verwaltung von Projekten und Aufgaben, CRM (Customer Relationship Management), Kommunikation und Zusammenarbeit in Teams, Dateispeicherung und weitere Geschäftsprozesse bietet.
Es ist sowohl als Cloud-Lösung als auch als On-Premise-Version verfügbar, was es Unternehmen ermöglicht, die Lösung entsprechend ihren spezifischen Anforderungen und Datenschutzrichtlinien zu wählen.

## Entstehungsgeschichte
Bitrix24 wurde am 12. April 2012 released.
Es etablierte sich in Russland als eines der beliebtesten CRM-Systeme für kleine und mittelständische Unternehmen.

## Verlauf der Aktualisierungen
Am 13. November 2021 wurde Bestandsmanagement zu einem Bestandteil von Bitrix24.
Am 1. August 2022 hat Bitrix24 einen Desktop-Client für Linux-Systeme veröffentlicht. Am 11. November 2022 hat Bitrix24 das „North Star“ Release mit wichtigen Updates wie Mobile CRM und Aufgaben, Bitrix24.Sign veröffentlicht.
Am 10. Mai 2023 wurde die Funktion Offene Zeitfenster in Bitrix24 Kalender integriert. Am 29. November 2023 hat Bitrix24 eine eigene KI namens „CoPilot“ und andere wichtige Updates präsentiert.

## Vor- und Nachteile von Bitrix24
Zu den Nachteilen von Bitrix24 nennen Nutzer, dass es viele Funktionen bietet, die nicht benötigt werden und von den Mitarbeitern eine hohe digitale Reife und Selbstständigkeit voraussetzen.
Ein Vorteil von Bitrix24 ist jedoch, dass alles in einer Plattform integriert ist und auf Grund der niedrigen Kosten vor allem auch für Kleinunternehmer interessant ist.